# Toquí de Sclater
El toquí de Sclater (Arremon phaeopleurus) és un ocell de la família dels passerèl·lids (Passerellidae).

## Descripció
És un ocell petit, d'uns 18-19 cm. La capçada, el clatell i els costats del cap són negres, la llista de la corona grisa i les celles són blanques. El dors i les ales de color verd oliva,la cua de negra a marró fosca. Blanc per la zona anal amb banda pectoral negra i els costats del pit grisos, flancs i cobertores subcaudals marró oliva.

## Distribució
En l'actualitat és considerada com a endèmica de Veneçuela. Es troba a la serralada de la Costa, des de Carabobo fins a Miranda, i a la serralada interior a Miranda. Ocupa diversos hàbitats premontans, incloent boscos humits i molt humits de les serralades, selva pluvial i ennuvolada i rostolls entre els 700-1.800 m d'altitud. Viu també a la vora de la selva i matolls. S'observa en parelles o grups petits. És un animal esquerp i inconspicu que busca l'aliment per la zona baixa de les males herbes, entre despulles i fullaraques que hi ha a terra (Schäfer i Phelps 1954, Phelps Jr. i Meyer de Schauensee 1994).

## Situació
És una espècie de distribució restringida a la regió central de la serralada de la Costa. Ocupa una àrea limitada, que s'estima en uns 16.657,69 km², per això és susceptible a la pèrdua d'hàbitat (Stotz et al. 1996). Pels registres coneguts, hi ha tres poblacions separades a la serralada de la Costa, una a la cadena del litoral i dues a la cadena de l'interior. Fins ara no hi ha registres documentats per al vessant nord de la cadena del litoral, la qual és més humida que el vessant sud, per la qual cosa l'àrea de distribució seria encara menor (Schäfer i Phelps 1954). En aparença no és abundant, prefereix les ribes dels boscos i tendeix a ocupar les parts més seques dels premuntans (Schäfer i Phelps 1954). Es veu amb més freqüència que A. phygas. En l'àmbit internacional no s'ha avaluat (BirdLife International 2015), però Jaramillo et al. (2013) ho considerengairebé Amenaçada.

## Amenaces
Les principals amenaces a que s'enfronta el toquí de Sclater estan associades amb la desaparició dels boscos. Els hàbitats més amenaçats per a l'espècie es troben sobretot a la serralada de la Costa, on es concentra la major part de la població veneçolana i on els ambients a baixes altituds han estat severament transformats (Oliveira-Miranda et al. 2010c).

## Conservació
La serralada de la Costa és un dels principals centres d'endemisme d'ocells i plantes per la qual cosa figura entre les Àrees d'Importància per a la Conservació dels Ocells (Stattersfield et al. 1998, Lentino et al. 2005, Lentino i Esclasans 2010 ). L'espècie està protegida pels parcs nacionals Sant Esteve, Henri Pittier, Waraira Repano (L'Àvila) i Guatopo, i el Monument Natural Cerro Platillón. Cal examinar la situació d'aquest monument per determinar l'extensió i la qualitat de l'hàbitat disponible; a causa de l'extensió dels parcs se suposa que hi pot haver prou hàbitat per a ella. Tot i així es desconeix l'estatus poblacional i la seva tolerància a ambients secundaris. També cal manejar millor la seva distribució, atès que els registres són escassos.

## Taxonomia
En un principi el toquí de Sclater es considerava una subespècie (Arremon torquatus phaeopleurus) del toquí cap-ratllat (A. torquatus). Tanmateix, a partir de les diferències de vocalització, plomatge i genètica, es va determinar separar-la i tractar-la com espècie diferent. El SACC va dividir el grup el 2010.